# Князев, Леонид Михайлович
Леони́д Миха́йлович Кня́зев (1851—1929) — русский государственный деятель, Тобольский, Вологодский, Костромской и Курляндский губернатор, член Государственного совета.

## Биография
Родился в дворянской семье 21 июня (3 июля) 1851 года.
В 1872 году окончил Императорское училище правоведения; служил в ведомстве министерства юстиции; последовательно занимал должности товарища прокурора окружных судов в Симбирске, Варшаве, Пскове и Петербурге. Затем был прокурором Витебского (1888—1891) и Варшавского (1891—1896) окружных судов.
Женился 6 ноября 1885 года на Марии Николаевне Брок, урождённой Криштафович.
В 1896 году перешёл на службу в МВД. Занимал пост Тобольского губернатора (1896—1901). С открытием в 1897 году Тобольского отдела Императорского православного палестинского общества состоял товарищем председателя отдела.  Сыграл большую роль в социально-экономическом развитии Тобольской губернии и её Севера. По его инициативе во второй половине 1897 года было проведено  исследование быта переселенцев из Полтавской, Черниговской, Харьковской, Ковенской, Гродненской, Витебской, Смоленской, Воронежской, Курской, Орловской и Пензенской губерний, водворенных в Тобольской губернии, выполненное старшим чиновником особых поручений Н. Новомбергским в 84 населённых пунктах Ишимского и Тюкалинского округов, с целью исследовать влияние правительственных ссуд на их благоустройство в новых природных и климатических условиях.  
В июне 1899 года принимал участие в уральской экспедиции Д. И. Менделеева, предоставил материал для книги «Уральская железная промышленность в 1899 году».
В 1901 году по службе был переведён в Вятскую губернию. Затем занимал должности Вологодского (1901—1902), Костромского (1902—1905), Курляндского (1905—1910) губернаторов. Состоял Почётным мировым судьёй Митаво-Бауского округа Курляндской губернии. В 1906 году был произведён в тайные советники и пожалован в егермейстеры.
В 1910—1916 годах состоял Иркутским генерал-губернатором. В 1910 году выступил против введения на вверенной ему территории суда присяжных и в 1912 году с его мнением согласился Совет министров; однако уже в 1914 году предложил, основываясь на  «культурном развитии местного населения», ввести такой суд, чему помешала начавшаяся война. 
В 1912 году распорядился направить войска для подавления беспорядков во время забастовки на приисках Ленского золотопромышленного товарищества. После расстрела 1912 года прибыл на место в сопровождении трёх присяжных поверенных и ещё до начала работы комиссии С. С. Манухина отстранил от должности ротмистра Н. В. Трещенкова, приказавшего открыть огонь по рабочим. Организовал расследование и в то же время приказал выслать с приисков рабочих, не подчинившихся дирекции — затем этот приказ отменил Манухин. 
Будучи генерал-губернатором, занимался борьбой с эпидемией чумы, постройкой Амурской железной дороги, постройкой грунтовой дороги через Саянский хребет, обзором каторжных тюрем.
В январе 1916 года был назначен членом Государственного Совета (неприсутствующим). В марте 1916 года Иркутская городская дума избрала Князева почётным гражданином города Иркутска.
После Октябрьской революции жил с женой в Костроме, существуя за счёт продажи своих старых вещей.
Был арестован 24 апреля 1923 года — «за контрреволюционную деятельность в царское время», в мае переведён в Бутырскую тюрьму, а в конце мая был освобождён по ходатайству юридического отдела Помполита. Скончался в 1929 году.

## Награды
- Орден Святого Станислава I степени (1900);
- Орден Святой Анны I степени (1904);
- Орден Святого Владимира II степени (1908);
- Орден Белого Орла (1913).

- Медаль «В память коронации императора Александра III» (1883);
- Медаль «За труды по первой всеобщей переписи населения» (1897);
- Медаль «В память 300-летия царствования дома Романовых» (1913).

Иностранные:
- Французский знак Академических пальм (1906).

## Память
- В городе Тобольске Тобольской губернии его имя носила Тобольская Мариинская женская школа имени Л. М. и М. Н. Князевых;
- В 1901 году при Тобольской Мариинской женской школе имени Л. М. и М. Н. Князевых была учреждена стипендия имени Л. М. и М. Н. Князевых;
- В честь Князева был назван переселенческий посёлок «Князевский» в Атирской волости Тарском уезде Тобольской губернии:

Посёлок Князевский назван так в память бывшего Тобольского губернатора г. Князева, который в одну из своих последних поездок по губернии, в целях обозрения тарских урманов и заселения более удобных мест переселенцами, из г. Тары проехал в с. Атирское и дальше. Посёлок Князевский в то время состоял из нескольких жалких лачужек, обитателями коих были зыряне, лет 35 тому назад пришедшие из Вологодской губернии и поселившиеся в этой необитаемой и дикой местности в видах урманных промыслов. Губернатор доехал и до них. Полудикие и никогда никого здесь не видевшие зыряне, были крайне удивлены приездом г. начальника губернии: они с детским восторгом приветствовали его и стали просить его назвать их селение (доселе не имевшее постоянного имени) в память о нём по его имени, вернее — по его фамилии.